# Leichtathletik-Weltmeisterschaften 2023/1500 m der Männer

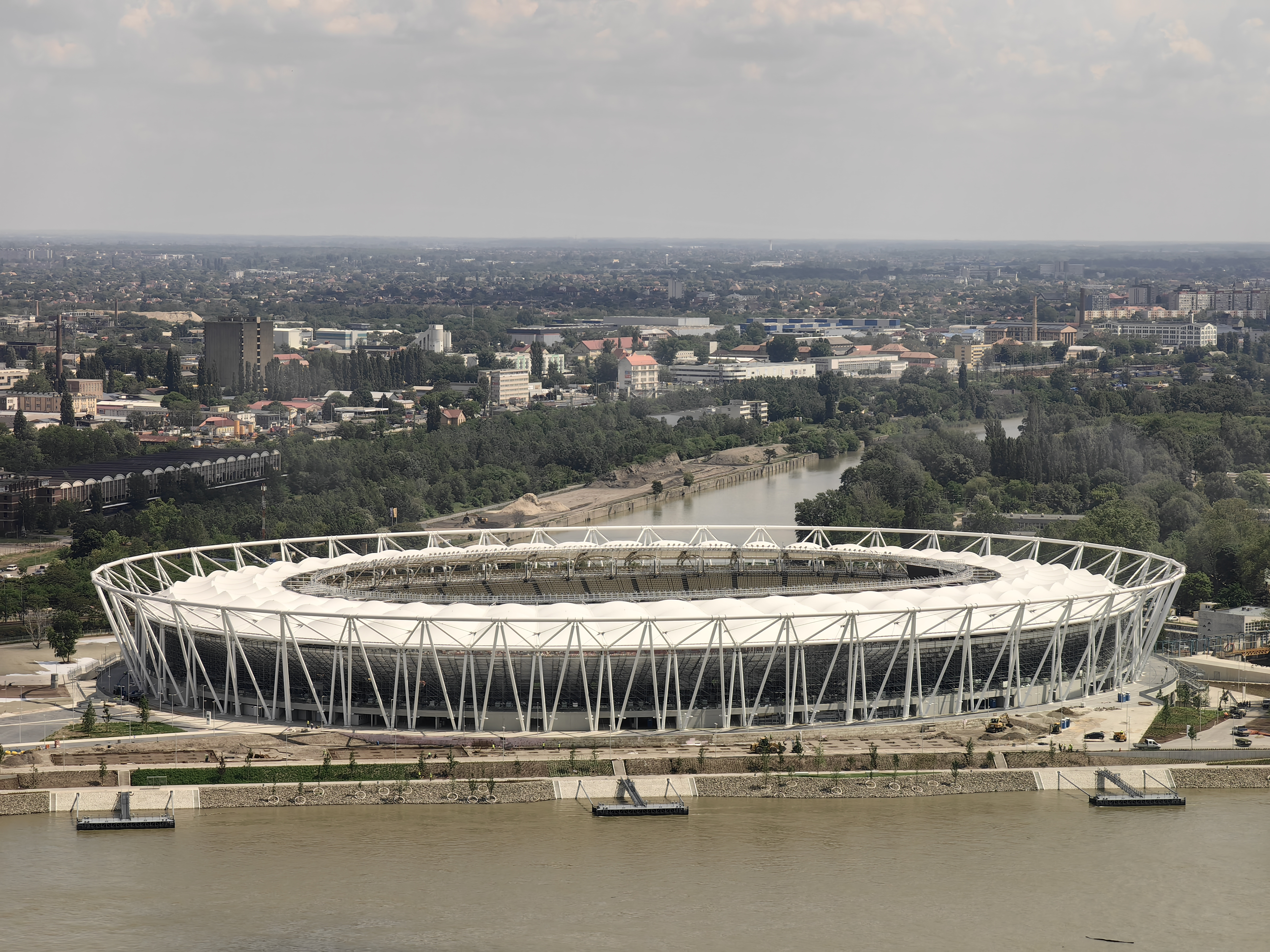
Nemzeti Atlétikai Központ im Mai 2023

Der 1500-Meter-Lauf der Männer bei den Leichtathletik-Weltmeisterschaften 2023 fand vom 19. bis 23. August 2023 im Stadion Nemzeti Atlétikai Központ der ungarischen Hauptstadt Budapest statt.
58 Athleten aus 33 Ländern nahmen an dem Wettbewerb teil.
Weltmeister wurde der Brite Josh Kerr. Er gewann vor den beiden Norwegern Jakob Ingebrigtsen (Silber) und Narve Gilje Nordås (Bronze).

## Rekorde
| Weltrekord               | Hicham El Guerrouj | 3:26,00 min | Rom, Italien        | 14. Juli 1998   |
| Weltmeisterschaftsrekord | Hicham El Guerrouj | 3:27,65 min | WM Sevilla, Spanien | 24. August 1999 |

Der bestehende Championshiprekord (CR) wurde bei diesen Weltmeisterschaften nicht erreicht. Die schnellste Zeit erzielte der britische Weltmeister Josh Kerr im Finale am 23. August mit 3:29,38 min, womit er 1,73 Sekunden über dem Rekord blieb. Zum Weltrekord fehlten ihm 3,38 Sekunden.

### Rekordverbesserungen
Es wurden drei neue Landesrekorde aufgestellt.
- 3:39,35 min – Jerwand Mkrttschjan (Armenien), erster Vorlauf am 19. August
- 3:32,74 min – Niels Laros (Niederlande), erstes Halbfinale am 20. August
- 3:31,25 min – Niels Laros (Niederlande), Finale am 23. August

## Legende
Kurze Übersicht zur Bedeutung der Symbolik – so üblicherweise auch in sonstigen Veröffentlichungen verwendet:
- NR: nationaler Rekord
- IWR: Internationale Wettkampfregeln
- TR: Technische Regeln

## Vorrunde
Die Vorrunde wurde in vier Läufen durchgeführt. Die ersten sechs Athleten pro Lauf – hellblau unterlegt – qualifizierten sich für das Halbfinale.

### Vorlauf 1
19. August 2023, 19:02 Uhr Ortszeit
| Platz | Name                        | Nation         | Zeit (min)  |
| ----- | --------------------------- | -------------- | ----------- |
| 1     | Jakob Ingebrigtsen          | Norwegen       | 3:33,94000  |
| 2     | Josh Kerr                   | Großbritannien | 3:34,00000  |
| 3     | Reynold Kipkorir Cheruiyot  | Kenia          | 3:34,24000  |
| 4     | Adel Mechaal                | Spanien        | 3:34,35000  |
| 5     | Isaac Nader                 | Portugal       | 3:34,36000  |
| 6     | Charles Philibert-Thiboutot | Kanada         | 3:34,60000  |
| 7     | Amos Bartelsmeyer           | Deutschland    | 3:35,44000  |
| 8     | Samuel Zeleke               | Äthiopien      | 3:36,57000  |
| 9     | Abraham Guem                | Südsudan       | 3:37,85000  |
| 10    | Ryan Mphahlele              | Südafrika      | 3:39,16000  |
| 11    | Jerwand Mkrttschjan         | Armenien       | 3:39,35 NR  |
| 12    | Nicholas Griggs             | Irland         | 3:40,72000  |
| 13    | Matthew Ramsden             | Australien     | 3:46,45 a00 |
| 14    | Tom Elmer                   | Schweiz        | 3:55,72 a00 |
| 15    | Emil Danielsson             | Schweden       | 3:57,70 a00 |

### Vorlauf 2
19. August 2023, 19:12 Uhr Ortszeit
| Platz | Name              | Nation         | Zeit (min) |
| ----- | ----------------- | -------------- | ---------- |
| 1     | Mario García      | Spanien        | 3:46,77    |
| 2     | Tshepo Tshite     | Südafrika      | 3:46,79    |
| 3     | Neil Gourley      | Großbritannien | 3:46,87    |
| 4     | Samuel Tanner     | Neuseeland     | 3:46,93    |
| 5     | Ruben Verheyden   | Belgien        | 3:47,02    |
| 6     | Timothy Cheruiyot | Kenia          | 3:47,09    |
| 7     | Joonas Rinne      | Finnland       | 3:47,16    |
| 8     | Joe Waskom        | USA            | 3:47,26    |
| 9     | Hicham Akankam    | Marokko        | 3:47,45    |
| 10    | Luke McCann       | Irland         | 3:47,48    |
| 11    | Teddese Lemi      | Äthiopien      | 3:47,49    |
| 12    | Rob Napolitano    | Puerto Rico    | 3:48,29    |
| 13    | Joao Bussotti     | Italien        | 3:48,55    |
| 14    | Julian Ranc       | Frankreich     | 3:48,63    |

### Vorlauf 3
19. August 2023, 19:20 Uhr Ortszeit
| Platz | Name               | Nation      | Zeit (min) |
| ----- | ------------------ | ----------- | ---------- |
| 1     | Niels Laros        | Niederlande | 3:34,25    |
| 2     | Mohamed Katir      | Spanien     | 3:34,34    |
| 3     | Cole Hocker        | USA         | 3:34,43    |
| 4     | Pietro Arese       | Italien     | 3:34,48    |
| 5     | Narve Gilje Nordås | Norwegen    | 3:34,67    |
| 6     | Azeddine Habz      | Frankreich  | 3:35,16    |
| 7     | Stewart McSweyn    | Australien  | 3:36,01    |
| 8     | Kieran Lumb        | Kanada      | 3:36,66    |
| 9     | Abdelatif Sadiki   | Marokko     | 3:37,19    |
| 10    | Elzan Bibić        | Serbien     | 3:37,45    |
| 11    | István Szögi       | Ungarn      | 3:37,57    |
| 12    | Salim Abu Mayanja  | Uganda      | 3:38,15    |
| 13    | Ajay Kumar Saroj   | Indien      | 3:38,24    |
| 14    | Diego Lacamoire    | Argentinien | 3:38,92    |
| 15    | Ismael Debjani     | Belgien     | 3:39,73    |

### Vorlauf 4
19. August 2023, 19:29 Uhr Ortszeit
| Platz | Name                     | Nation         | Zeit (min)                                                         |
| ----- | ------------------------ | -------------- | ------------------------------------------------------------------ |
| 1     | Abel Kipsang             | Kenia          | 3:34,08                                                            |
| 2     | Yared Nuguse             | USA            | 3:34,16                                                            |
| 3     | Adam Spencer             | Australien     | 3:34,17                                                            |
| 4     | Charles Grethen          | Luxemburg      | 3:34,32                                                            |
| 5     | Elliot Giles             | Großbritannien | 3:34,63                                                            |
| 6     | Andrew Coscoran          | Irland         | 3:34,75                                                            |
| 7     | Ossama Meslek            | Italien        | 3:35,12                                                            |
| 8     | Salim Keddar             | Algerien       | 3:35,17                                                            |
| 9     | Jochem Vermeulen         | Belgien        | 3:35,4500IWR 163, TR17.4.3 – Bahnübertreten keine Disqualifikation |
| 10    | Anass Essayi             | Marokko        | 3:35,63                                                            |
| 11    | Michał Rozmys            | Polen          | 3:36,26                                                            |
| 12    | Raphael Pallitsch        | Österreich     | 3:36,47                                                            |
| 13    | Kristian Uldbjerg Hansen | Dänemark       | 3:37,27                                                            |
| 14    | Adisu Girma              | Äthiopien      | 3:45,86                                                            |

## Halbfinale
21. August 2023
In den beiden Halbfinalläufen qualifizierten sich die jeweils ersten sechs Athleten – hellblau unterlegt – für das Finale.

### Halbfinallauf 1
20. August 2023, 17:30 Uhr Ortszeit
| Platz | Name               | Nation         | Zeit (min)  |
| ----- | ------------------ | -------------- | ----------- |
| 1     | Yared Nuguse       | USA            | 3:32,69 000 |
| 2     | Abel Kipsang       | Kenia          | 3:32,72000  |
| 3     | Niels Laros        | Niederlande    | 3:32,74 NR  |
| 4     | Azeddine Habz      | Frankreich     | 3:32,79000  |
| 5     | Narve Gilje Nordås | Norwegen       | 3:32,81000  |
| 6     | Neil Gourley       | Großbritannien | 3:32,97000  |
| 7     | Tshepo Tshite      | Südafrika      | 3:32,98000  |
| 8     | Pietro Arese       | Italien        | 3:33,11000  |
| 9     | Adel Mechaal       | Spanien        | 3:33,33000  |
| 10    | Mohamed Katir      | Spanien        | 3:33,56000  |
| 11    | Ruben Verheyden    | Belgien        | 3:33,96000  |
| 12    | Emil Danielsson    | Schweden       | 3:34,16000  |
| 13    | Matthew Ramsden    | Australien     | 3:36,83000  |
| 14    | Andrew Coscoran    | Irland         | 3:37,39000  |

### Halbfinallauf 2
20. August 2023, 17:40 Uhr Ortszeit
| Platz | Name                        | Nation         | Zeit (min) |
| ----- | --------------------------- | -------------- | ---------- |
| 1     | Jakob Ingebrigtsen          | Norwegen       | 3:34,98    |
| 2     | Josh Kerr                   | Großbritannien | 3:35,14    |
| 3     | Cole Hocker                 | USA            | 3:35,23    |
| 4     | Mario García                | Spanien        | 3:35,26    |
| 5     | Isaac Nader                 | Portugal       | 3:35,31    |
| 6     | Reynold Kipkorir Cheruiyot  | Kenia          | 3:35,53    |
| 7     | Charles Grethen             | Luxemburg      | 3:36,18    |
| 8     | Samuel Tanner               | Neuseeland     | 3:36,58    |
| 9     | Timothy Cheruiyot           | Kenia          | 3:37,40    |
| 10    | Charles Philibert-Thiboutot | Kanada         | 3:37,41    |
| 11    | Tom Elmer                   | Schweiz        | 3:38,33    |
| 12    | Elliot Giles                | Großbritannien | 3:39,05    |
| 13    | Adam Spencer                | Australien     | 3:42,10    |

## Finale

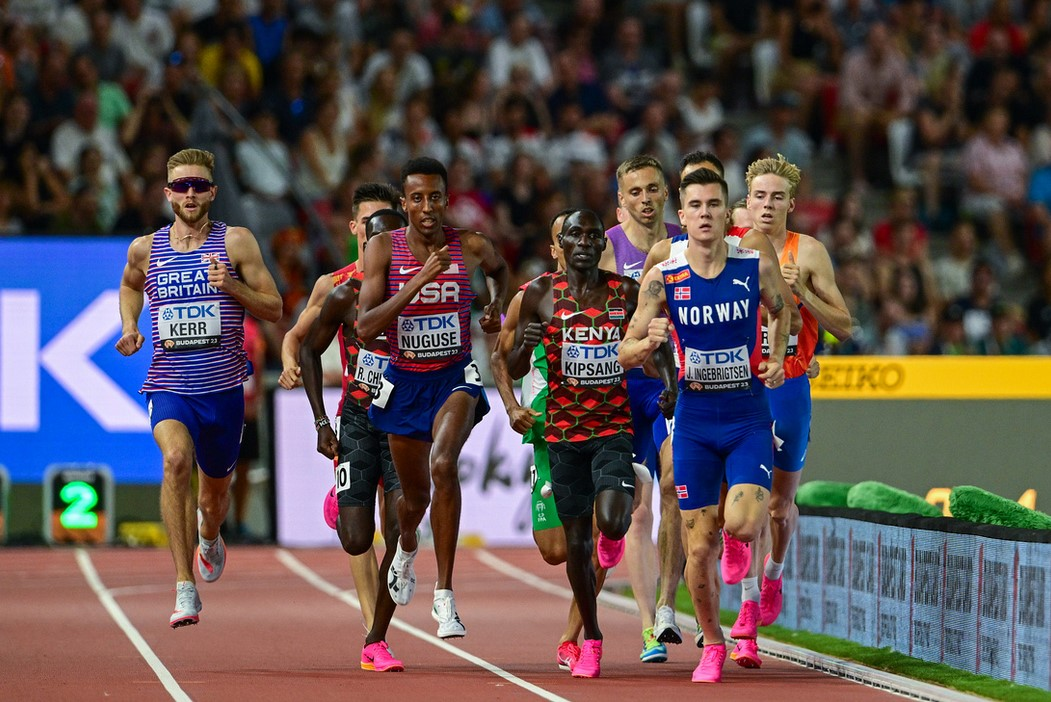
Das Feld der 1500-Meter-Läufer auf dem Weg zum Ziel (v. l. n. r.): Josh Kerr, Reynold Kipkorir Cheruiyot (verdeckt), Yared Nuguse, Abel Kipsang, Isaac Nader, Jakob Ingebrigtsen, Niels Laros
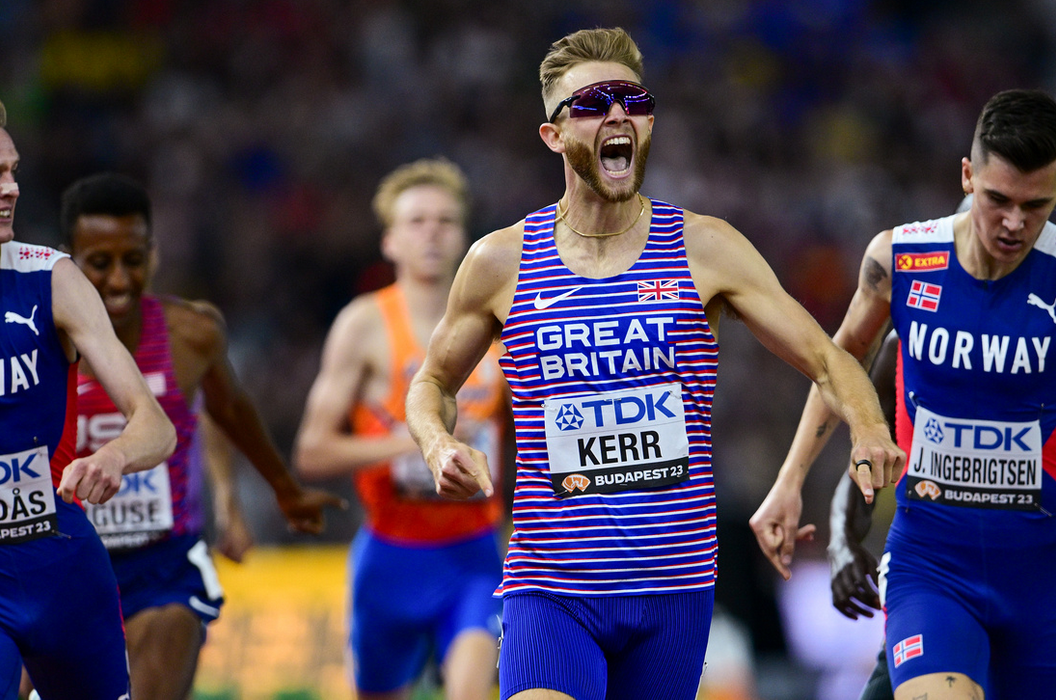
Josh Kerr am Ende überraschender Sieger vor Jakob Ingebrigtsen (re.) und Narve Gilje Nordås (li.) – im Hintergrund: Yared Nuguse (li.) und Niels Laros

23. August 2023, 21:16 Uhr Ortszeit
| Platz | Name                       | Nation         | Zeit (min) |
| ----- | -------------------------- | -------------- | ---------- |
| 1     | Josh Kerr                  | Großbritannien | 3:29,38000 |
| 2     | Jakob Ingebrigtsen         | Norwegen       | 3:29,65000 |
| 3     | Narve Gilje Nordås         | Norwegen       | 3:29,68000 |
| 4     | Abel Kipsang               | Kenia          | 3:29,89000 |
| 5     | Yared Nuguse               | USA            | 3:30,25000 |
| 6     | Mario García               | Spanien        | 3:30,26000 |
| 7     | Cole Hocker                | USA            | 3:30,70000 |
| 8     | Reynold Kipkorir Cheruiyot | Kenia          | 3:30,78000 |
| 9     | Neil Gourley               | Großbritannien | 3:31,10000 |
| 10    | Niels Laros                | Niederlande    | 3:31,25 NR |
| 11    | Azeddine Habz              | Frankreich     | 3:33,14000 |
| 12    | Isaac Nader                | Portugal       | 3:35,41000 |

## Videolink
- Men 1500m finals at World Athletics Championship 2023, youtube.com, abgerufen am 5. September 2023